# Authenticité (Chad)

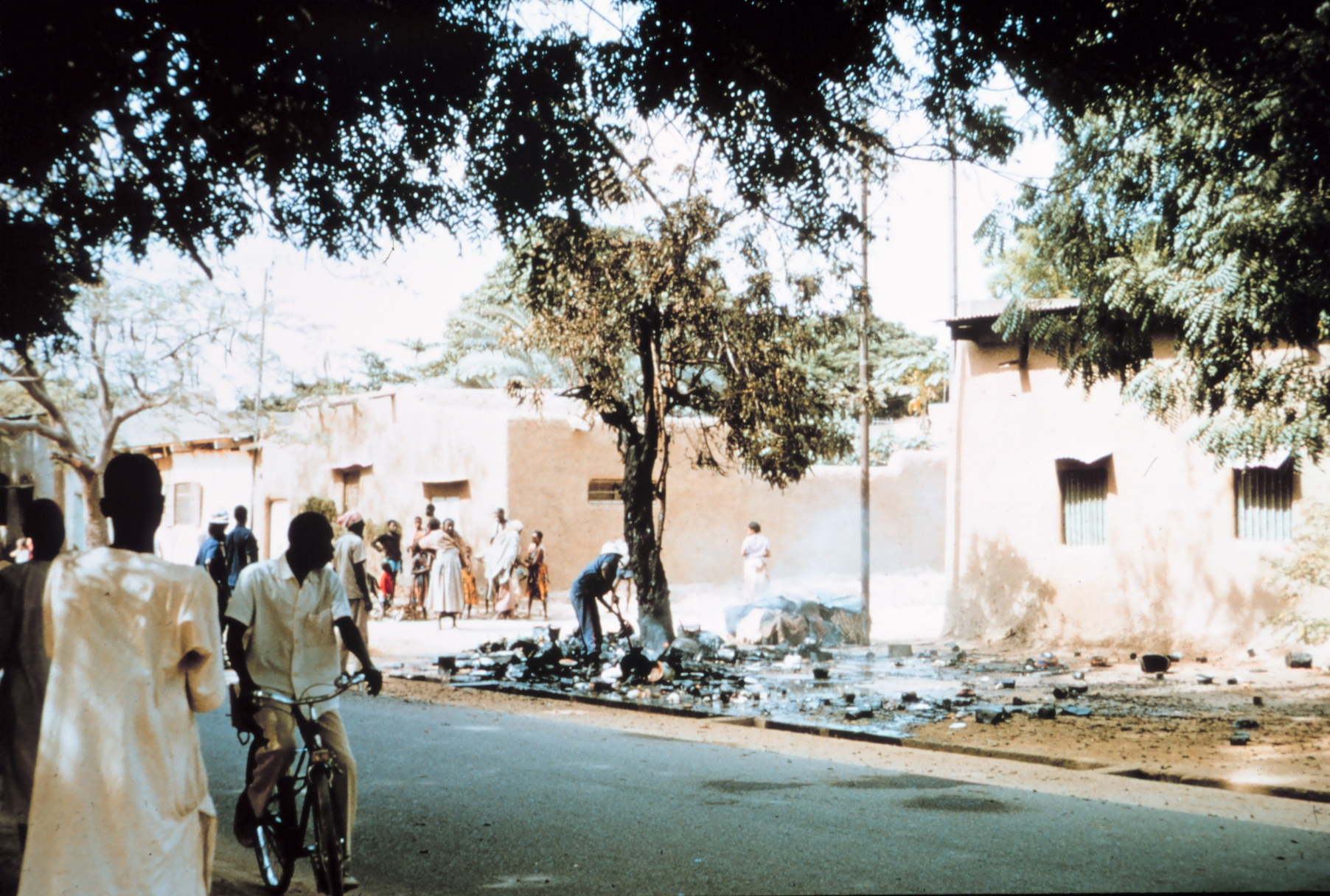
Calle de Fort Lamy, actualmente llamada N'Djaména en virtud de la política de authenticité de Tombalbaye.

Authenticité ('autenticidad' en español) fue el nombre que recibió la campaña lingüística y social (similar a la zairinización adoptada por Mobutu en Zaire) iniciada por el presidente de Chad François (Ngarta) Tombalbaye a partir de su reelección en 1969, la cual en la década de 1970 pretendió eliminar cualquier influencia foránea a la vez que promovía por todo el país la cultura particular del sur de Chad. Por ejemplo, los nombres occidentales son reemplazados por nombres africanos o chadianos. Él mismo se cambió el nombre de François a Ngarta y las localidades de Fort-Lamy y Fort-Archambault pasaron a llamarse respectivamente N'Djaména (Yamena, en español) y Sarh. 
Una de sus medidas más impopulares consistía en que los funcionarios debían someterse a los ritos de iniciación yondo, los cuales solamente eran costumbre entre algunos de los Sara del sur de Chad que pertenecían al mismo grupo étnico que el propio Tombalbaye. Esta exaltación del yondo, percibido como manipulación y paganismo, suscitó la oposición de sacerdotes católicos y pastores protestantes, lo que en ocasiones desembocó en que éstos fuesen eliminados en condiciones atroces.
Esta campaña también tuvo como efecto que la influencia árabe en el norte del país quedase limitada.
Una idea parecida, también llamada authenticité (o zairinización), fue implantada en el Zaire por Mobutu Sese Seko.